# Lepszy młodszy
Lepszy młodszy (ang. "better minor") to nazwa stylu gry popularnego w wielu naturalnych systemach licytacyjnych w których otwiera się z piątek w kolorach starszych. Bez starszej piątki, według zasad lepszego młodszego z układem 3-2 w kolorach młodszych otwiera się dłuższym kolorem – z trzech kart (w większości polskich systemów jak Nasz System czy Wspólny Język z takimi rękami otwiera się zawsze 1♣). Z układami 3-3 i 4-4 w kolorach młodszych zazwyczaj otwiera się 1♣. Znane systemy lepszy młodszy to między innymi: SAYC, SEF, 2/1.